# Tampa Union Station

Die Union Station ist ein Bahnhof im Fernverkehr und wird von Amtrak betrieben. Er ist als Kopfbahnhof angelegt und befindet sich in Tampa im Hillsborough County in Florida.

## Geschichte
Der Bahnhof wurde am 15. Mai 1912 eröffnet mit dem Ziel, einen zentralen Umsteigepunkt für die Bahngesellschaften Atlantic Coast Line Railroad, Seaboard Air Line Railroad und Tampa Northern Railroad zu schaffen. Als Union Railroad Station wurde er 1974 in das National Register of Historic Places eingetragen. Nachdem das Bahnhofsgebäude zunehmend verfiel, wurde es 1984 geschlossen und erst 1998 neu restauriert wiedereröffnet. Im selben Jahr schenkte CSX das Gebäude der Stadt Tampa, die seither dessen Räumlichkeiten an verschiedene Firmen als Büros vermietet. 2008 wurden zum Erhalt des Gebäudes die Friends of Tampa Union Station gegründet.
Ursprünglich wurde der Bahnhof mit acht Gleisen erbaut, von denen nur noch sechs vorhanden sind. Nur ein einziges davon (Gleis 2/Track 2) ist heute davon in regulärem Gebrauch.
In den letzten Jahren war der Bahnhof Bestandteil von Planungen einer Hochgeschwindigkeitstrasse von Tampa über Lakeland und Orlando nach Miami. Die Pläne wurden von Gouverneur Rick Scott im März 2011 jedoch auf Eis gelegt.

## Anbindung
Der Bahnhof wird von der Bahngesellschaft Amtrak bedient und befindet sich zentral im Stadtzentrum Tampas. Umliegende Straßen sind der Lee Roy Selmon Expressway (SR 618), die North Nebraska Avenue (SR 45) und der Nuccio Parkway. Die Adresse des Bahnhofs lautet 601 North Nebraska Avenue.
Von hier verkehrt der Silver Star südwärts bis nach Miami sowie nordwärts bis New York City.
Es bestehen Fernbuslinien von Amtrak Thruway Motorcoach nach Orlando, Lakeland, Pinellas Park-St. Petersburg, Bradenton, Sarasota, Port Charlotte und Fort Myers.

### Schiene
| Linie       | Laufweg                                |
| ----------- | -------------------------------------- |
| Silver Star | Tampa – Lakeland – ... – New York City |
| Silver Star | Tampa – Lakeland – ... – Miami Airport |